# 埃里克·皮克尔斯
艾瑞克·傑克·皮克爾斯，皮克爾斯男爵，Kt，PC（1952年4月20日—）是一位英格蘭政治人物，他的黨籍是保守黨。自1992年開始，他擔任布倫特伍德和翁加選區選出的英國下議院議員。他是保守黨以色列之友的主席。